# Vanadoceen
Vanadoceen, bis(η5-cyclopentadienyl)vanadium, is een organometaalverbinding met de formule V(C5H5)2, wat doorgaans afgekort wordt tot Cp2V. De stof vormt violette, paramagnetische kristallen. Praktische, technische toepassingen van de stof zijn er weinig, wel is vanadoceen uitgebreid bestudeerd.

## Structuur en binding in vanadoceen
V(C5H5)2 is een metalloceen, een groep organometaalverbindingen waarin het metaalatoom als het beleg in een sandwich tussen twee cyclopentadienylgroepen zit. In vaste toestand heeft het molecuul een D5d symmetrie. Het vanadium(II)ion bevindt zich op gelijke afstanden van de centra van de cyclopentadienylringen. De afstand tussen de koolstofatomen en het vanadiumatoom is 226 pm. De cyclopentadienylringen in vanadoceen kunnen boven een temperatuur van 170 K vrij roteren, pas beneden 108 K is de draaibaarheid geheel verdwenen.

## Synthese
Vanadoceen is voor het eerst gesynthetiseerd in 1954 door Birmingham, Fischer, en Wilkinson via de reductie van vanadoceendichloride met aluminiumhydride. De stof kon via sublimeren in vacuüm bij 100 °C gezuiverd worden. Een nieuwere synthese gaat uit van vanadium(III)chloride in THF met cyclopentadienylnatrium. Deze methode maakt het mogelijk grotere hoeveelheden van de verbinding te maken.
2 [V2Cl3(THF)6]2[Zn2Cl6] + 8 NaCp + THF → 4 Cp2V

## Eigenschappen
Vanadoceen is een zeer reactieve stof. Onder een inerte atmosfeer reageert vanadoceen met koolstofmonoxide:
Cp2V + V(CO)6 → [Cp2V(CO)2][V(CO)6]
Door Ferroceniumzouten wordt vanadoceen makkelijk geoxideerd tot het monokation.
VCp2 + [FeCp2]BR4 → [VCp2]BR4 + FeCp2 (R = Ph or 4-C6H4F)
Deze monokationen zijn zeer luchtgevoelig (zuurstof) en hebben een E°-waarde van −1,10 V.